# Alejandro Baigorria
Alejandro Esteban Baigorria (25 de agosto de 1972, Los Polvorines, Provincia de Buenos Aires, Argentina) es un futbolista argentino. Jugó de defensor y su último club fue Club Atlético Ferrocarril Midland.

## Biografía
Surgido de las divisiones inferiores de Juventud Unida. Debutó en ese club en 1991. En 1994 paso a Justo José de Urquiza. En 1995 pasó a San Miguel de esa misma ciudad. En 1996 volvió a Justo José de Urquiza. En 1997 pasó a Club Atlético Tigre. En 1999 pasó a Quilmes Atlético Club. En el 2001 tuvo su primera experiencia en el fútbol del exterior jugando para Chaves de Portugal. En el 2002 volvió a Quilmes. En el 2003 pasó a Los Andes. En ese mismo año pasa a jugar a Club Almagro. En el 2005 pasó por César Vallejo de Trujillo de Perú. En el 2006 pasó a Huracán de Tres Arroyos. En ese mismo año pasó a Atlético Club San Martín de Mendoza. En el 2007 pasó a Tristán Suárez. En ese mismo año pasa a Club Atlético Colegiales. En 2009 pasó a jugar en Excursionistas. En 2011 se incorpora a Ferrocarril Midland para finalizar su carrera como jugador.
Actualmente, "El Bilardo de Grand Bourg", se dedica a la dirección técnica del Club de Fútbol La Terraza, de la ciudad homónima. 

## Clubes
| Club                      | País      | Año         |
| ------------------------- | --------- | ----------- |
| Juventud Unida            | Argentina | 1991 - 1994 |
| Justo José de Urquiza     | Argentina | 1994 - 1995 |
| San Miguel                | Argentina | 1995 - 1996 |
| Justo José de Urquiza     | Argentina | 1996 - 1997 |
| Tigre                     | Argentina | 1997 - 1999 |
| Quilmes                   | Argentina | 1999 - 2001 |
| Chaves                    | Portugal  | 2001 - 2002 |
| Quilmes                   | Argentina | 2002        |
| Los Andes                 | Argentina | 2003        |
| Almagro                   | Argentina | 2003 - 2005 |
| Universidad César Vallejo | Perú      | 2005        |
| San Martín de Mendoza     | Argentina | 2006        |
| Huracán de Tres Arroyos   | Argentina | 2006        |
| Tristán Suárez            | Argentina | 2007        |
| Colegiales                | Argentina | 2007 - 2008 |
| Justo José de Urquiza     | Argentina | 2008 - 2009 |
| Excursionistas            | Argentina | 2009 - 2011 |
| Ferrocarril Midland       | Argentina | 2011 - 2012 |

## Palmarés

### Campeonatos nacionales
| Título    | Club       | País      | Año     |
| --------- | ---------- | --------- | ------- |
| Primera C | Colegiales | Argentina | 2007/08 |